# شهرستان لسلی (کنتاکی)
شهرستان لسلی، کنتاکی (به انگلیسی: Leslie County, Kentucky) یک سکونتگاه مسکونی در ایالات متحده آمریکا است که در کنتاکی واقع شده‌است.